# Мерген (Тыва)
Мерген — посёлок в составе Каа-Хемского кожууна Республики Тыва. Входит в Сарыг-Сепский cумон. Фактически вошёл в состав райцентра Сарыг-Сеп, примыкая к нему

## Население
| 2002 | 2010 | 2021 |
| ---- | ---- | ---- |
| 112  | ↘64  | ↘47  |

## География
Протекает р. Мерген, к северо-востоку от посёлка в неё впадает приток Тархат.
улицы
- ул. Мергенская
- ул. Новая
- ул. Речная

## История

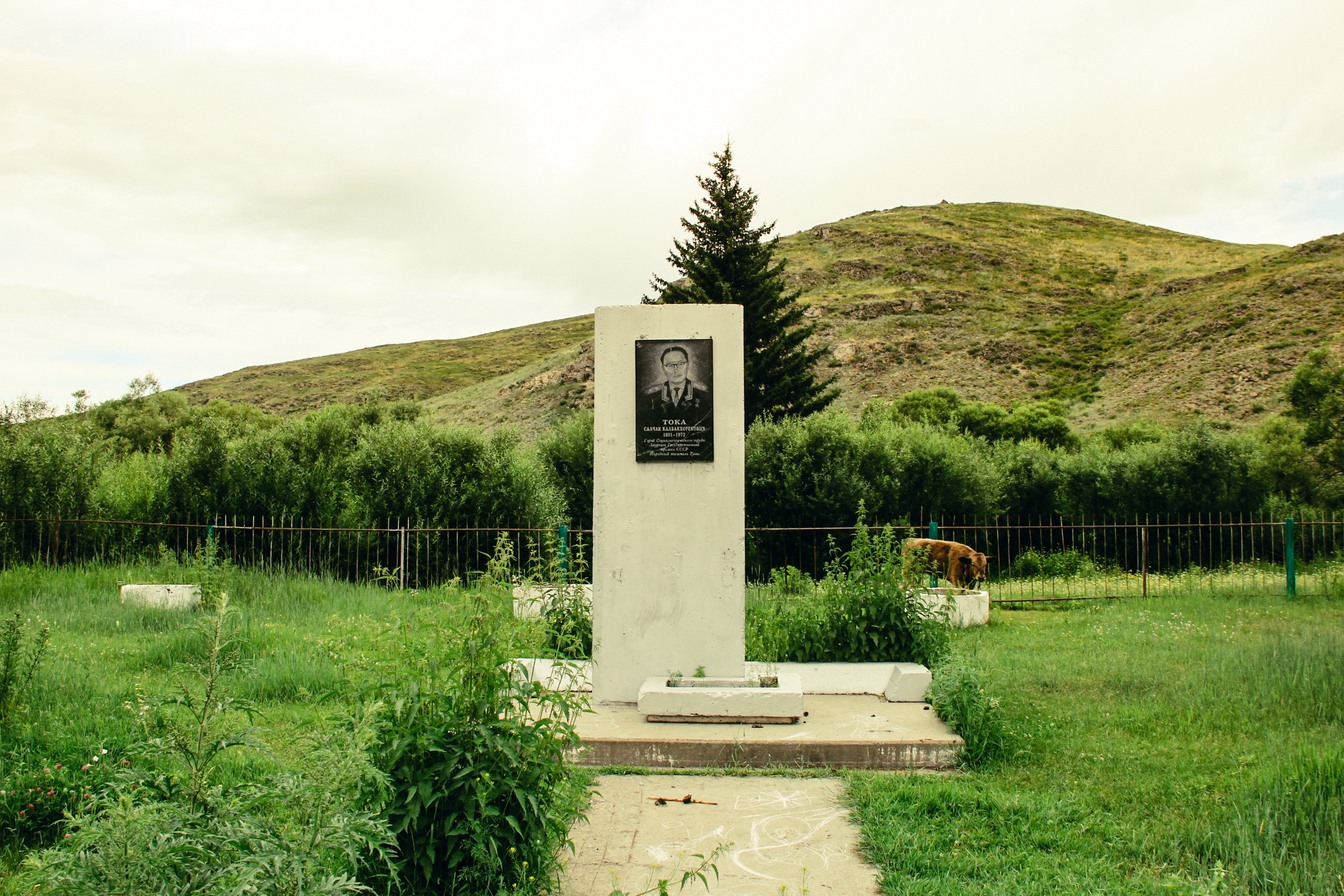
Памятник народному писателю Тувы Салчак Калбакхорековичу Тока в с. Мерген

Родина сталинского лауреата, основоположника тувинской советской литературы Салчак Тока.

## Инфраструктура
Клуб, построенный в 1951 году на средства из Сталинской премии, полученной писателем Салчак Тока за роман «Слово арата». Поскольку поселок Мерген считается частью Сарыг-Сепа, то и клуб — филиалом сарыг-сепского клуба.